# Aliabad-e Dutu
Aliabad-e Dutu (perski: علي اباددوتو) – wieś w Iranie, w ostanie Fars. W 2006 roku liczyła 374 mieszkańców w 76 rodzinach.